# Окупація Австрії союзниками

Окупаційні зони в Австрії

Окупація Австрії військами союзників розпочалася в 1945 після Другої світової війни та тривала до 1955. Територія країни в її межах до аншлюсу в 1938 була поділена між чотирма державами-переможницями на окупаційні зони, окремо розділена була також столиця — місто Відень.

## Окупаційні зони в Австрії
Окупаційні зони і спільне управління містом Віднем були зафіксовані Угодою про систему контролю над Австрією від 4 липня 1945 і Угодою союзників про окупаційні зони від 9 липня 1945. Загальні положення з цього питання були закріплені ще Московською декларацією від 30 жовтня 1943. Невеликі зміни були внесені лише з приєднанням до окупаційних держав Франції. Ця інформація стала доступною вермахту та військам СС ще в січні 1945 року, чим пояснюється масова втеча нацистів з Остмарку в Зальцкаммергут, що мав увійти до американської зони окупації.
Окупаційні зони, за винятком Відня, були такими:
- Радянська зона: Бургенланд, Нижня Австрія, Верхня Австрія північніше Дунаю і на схід річки Енс. Верховне командування в Бадені в Нижній Австрії;
- Американська зона: Верхня Австрія південніше Дунаю і на захід від Енса, федеральна земля Зальцбург, штирийский Зальцкаммергут;
- Британська зона: Каринтія, Східний Тироль, Штирія за винятком Штирійського Зальцкаммергута;
- Французька зона: федеральна земля Північний Тироль, Форарльберг.

Для переходу через демаркаційну лінію між окупаційними зонами була потрібна ідентифікаційна картка, яка видавалася чотирма мовами з відповідними відмітками чотирьох окупаційних влад (загалом одинадцять печаток). У західних зонах окупації порядок пересування був незабаром лібералізований. Перехід демаркаційної лінії з радянською зоною оформлявся як поїздка за кордон. Контрольна діяльність СРСР була завершена лише в червні 1954.

## Окупаційні сектори Відня

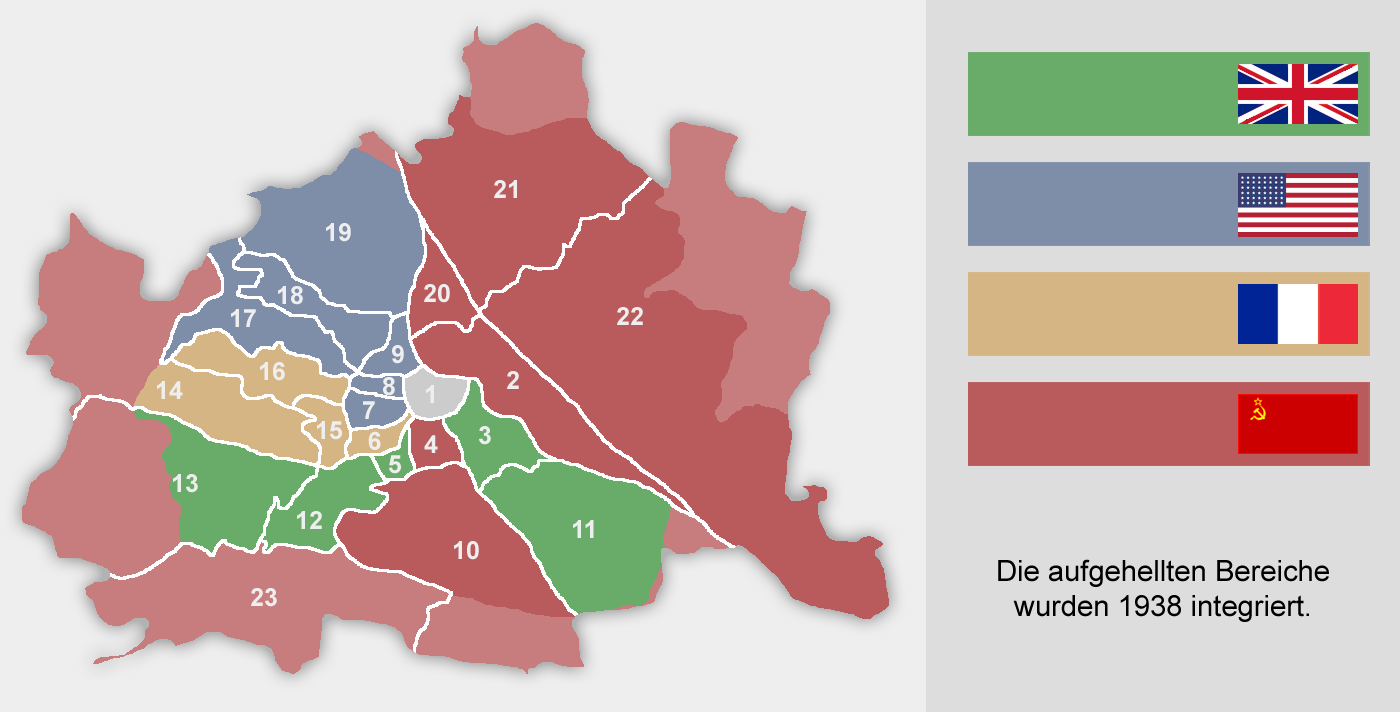
Окупаційні сектори Відня

Спочатку Відень був окупований лише радянськими військами. На Потсдамської конференції союзники домовилися про розділ Відня. У серпні 1945 року поділ було проведено таким чином:
- спільне управління всіма чотирма союзниками: 1-й район (Внутрішнє місто) (щомісячна зміна адміністрації);
- американський сектор: 7-й, 8-й, 9-й, 17-й, 18-й, 19-й райони;
- британський сектор: 3-й, 5-й, 11-й, 12-й, 13-й райони;
- французький сектор: 6-й, 14-й, 15-й, 16-й райони;
- радянський сектор: 2-й, 4-й, 10-й, 20-й, 21-й, 22-й райони.

Штаб-квартири держав-переможниць у Відні розміщувалися:
- США — будівля Австрійського національного банку;
- Великої Британії — палац Шенбрунн;
- Франції — готель «Куммер» в Маріахільфе;
- СРСР —  палац Епштайн[de] поруч зі будівлею Парламенту.

Сектори були позначені на місцевості, але пересування між ними було вільним. Відень в ці роки став центром шпигунства окупаційних держав, які не довіряли одна одній.

## Повернення військовополонених
Під час війни в полоні виявилося багато солдатів вермахту. Вже влітку 1945 року після завершення повноважень уряду Леопольда Фігля додому повернулися перші військовополонені, що перебували в таборах західних держав. До кінця 1947 США, Велика Британія та Франція звільнили всіх військовополонених, що залишалися в їх таборах . Перші військовополонені повернулися з полону в СРСР лише на початку 1947 року після втручання Комуністичної партії Австрії. Перший потяг з 1200 військовополоненими прибув до Вінер-Нойштадт 11 вересня 1947. До кінця 1947 року в Вінер-Нойштадт прибуло близько 162 000 військовополонених з СРСР. Останній потяг з військовополоненими згідно з офіційними даними прибув з Радянського Союзу 25 липня 1955 вже після прийняття Декларації про незалежність Австрії.

## Союзницька адміністрація
11 вересня 1945 була заснована Союзницька рада з чотирьох головнокомандувачів, пізніше перейменованих у верховних комісарів. До першого складу Союзницької комісії з Австрії увійшли: від СРСР — маршал Конєв, від США — генерал Марк Кларк, від Великої Британії — генерал-лейтенант Річард Л. Маккрірі і від Франції Антуан Бетуар.
На всі прийняті парламентом Австрії закони до їх офіційного опублікування федеральним урядом Австрії отримували дозвіл від Союзницької комісії. За відсутності дозволу цього органу австрійський закон не міг вступити в силу. На початку діяльності союзницької ради кожна з окупаційних держав могла накласти вето на будь-який закон. Пізніше було прийнято рішення, що вето на закон накладається лише всіма чотирма сторонами спільно.

## Завершення періоду окупації
15 травня 1955 була прийнята Декларація незалежності Австрії. 27 липня вона була ратифікована всіма п'ятьма державами і тим самим набрала чинності. Відповідно до Декларації для виведення окупаційних військ встановлювався 90-денний термін. 19 жовтня 1955 територію суверенної Австрії покинув останній радянський військовослужбовець, а 25 жовтня, в останній день цього строку, — останній британський солдат окупаційних військ.
Як і було обіцяно Радянському Союзу, Федеральний конституційний закон Австрії від 26 жовтня 1955 проголосив її постійний нейтралітет. 26 жовтня був названий Днем прапора Австрії і сьогодні цей день є національним святом країни. В 1995 Австрія вступила в Європейський союз і бере участь в силах швидкого реагування ЄС та програмі НАТО «Партнерство заради миру».